# Wolfgang End
Wolfgang End (* 5. Januar 1939 in Nürnberg; † 7. Oktober 2008 in München) war ein deutscher Hockeyspieler. Von 1960 bis 1963 war er Mitglied der  deutschen Hockeynationalmannschaft. 1960 nahm er an den Olympischen Spielen 1960 in Rom teil. 

## Werdegang
Wolfgang End wurde Mitglied des Nürnberger Hockey- und Tennis-Clubs. Aufgrund seiner guten Leistungen spielte er bald in der ersten Mannschaft des Nürnberger HTC.
Von Nürnberg wechselte er nach Berlin, wo er Mitglied des Berliner Hockey-Club wurde. Mit dessen Mannschaft (Wolfgang End, Jürgen Jacobsen, Bordhard Pohl, Heinz Hapke, Dagobert Schachner, Carsten Keller, Klaus Greinert, Klaus Hagen, Balduin Schindler, Horst Knorr, Klaus Kemmer, Fritz Bartels, Bernd Wunderlich und Rainer Jacobsen) wurde er 1963 Deutscher Meister im Feldhockey Da diese Meisterschaft gleichzeitig die fünfte Feldhockeymeisterschaft des Berliner Hockey-Clubs war, verlieh Bundespräsident Heinrich Lübke Wolfgang End und allen anderen Mannschaftsmitgliedern am 24. Dezember 1963 das Silberne Lorbeerblatt.
Außerdem wurde er in die deutsche Hockeynationalmannschaft berufen, in der er insgesamt 16 Mal von 1960 bis 1963 eingesetzt wurde. 1960 nahm er an den Olympischen Spielen 1960 in Rom teil, bei der die deutsche Mannschaft im Viertelfinale gegen Pakistan verlor und gemeinsam mit Kenia den 7. Platz erreichte.
Wolfgang Ends jüngerer Bruder Hermann End war ebenfalls Hockeyspieler.